# Causse-et-Diège
Causse-et-Diège – miejscowość i gmina we Francji, w regionie Oksytania, w departamencie Aveyron. W 2013 roku populacja gminy wynosiła 741 mieszkańców. Przez teren gminy przepływa rzeka Lot. 

## Zabytki
Zabytki w miejscowości posiadające status monument historique:
- kościół św. Klarusa w osadzie Saint-Loup (fr. Église Saint-Clair)